# Giovanni Aldobrandini

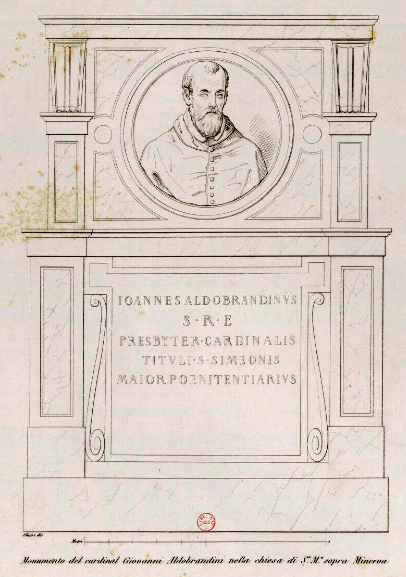
Kardinal Giovanni Aldobrandini Grabmonument (Zeichnung von Pompeo Litta, 1838)

Giovanni Aldobrandini (* 1525 in Fano, Italien; † 7. September 1573 in Rom) war ein italienischer Geistlicher und Kardinal der Römischen Kirche.

## Leben

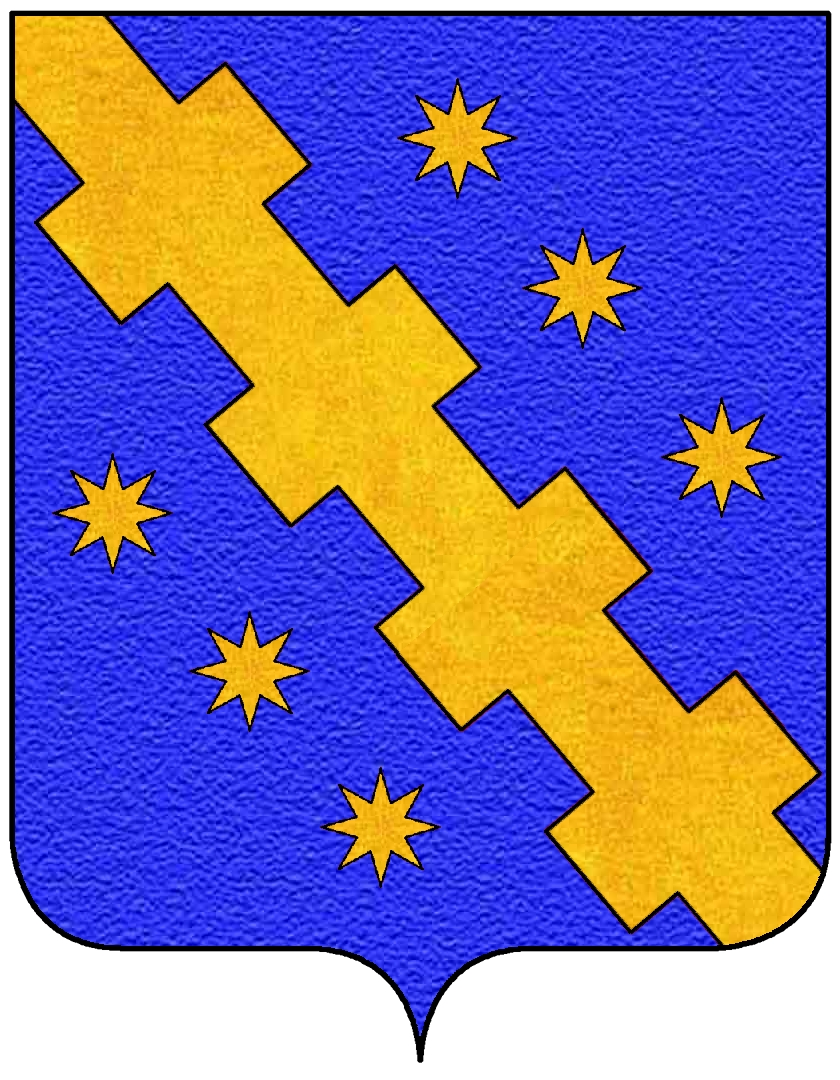
Wappen des Hauses Aldobrandini

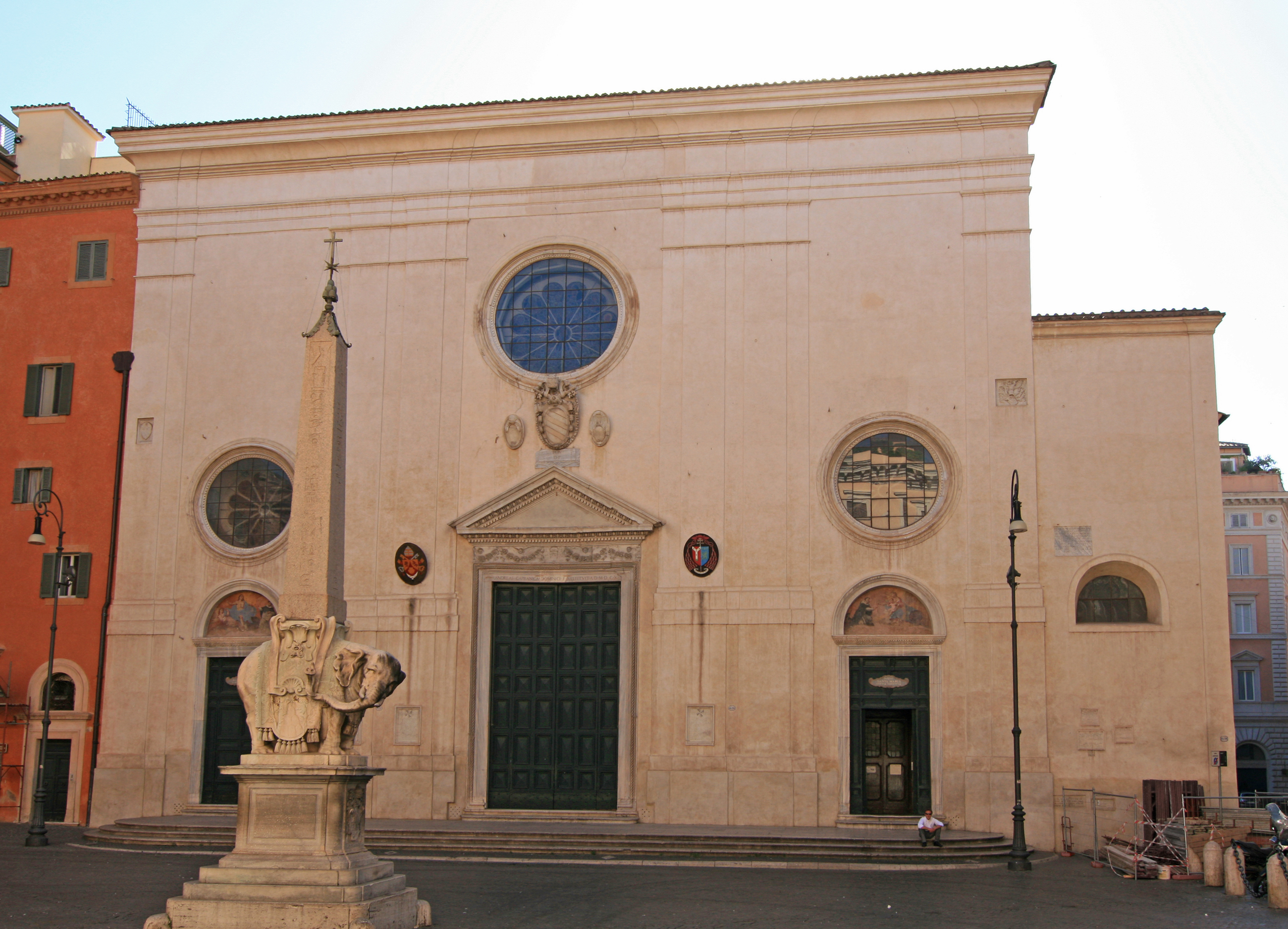
Santa Maria sopra Minerva (Rom), Grabkirche des Kardinals

Giovanni Aldobrandini, der aus dem florentinischen Adelsgeschlecht der Aldobrandini stammte, studierte Theologie an der Universität von Salamanca. Anschließend wurde er der Kanoniker von Salamanca und Kaplan des Prinzen Don Juan.
Er wurde am 26. August 1569 zum Bischof von Imola berufen. Die Bischofsweihe spendete ihm am 8. Dezember 1569 in seiner Hauskapelle Kardinal Scipione Rebiba; Mitkonsekratoren waren Giulio Antonio Santorio, Erzbischof von Santa Severina, und Felice Peretti di Montalto OFMConv, Bischof von Sant’Agata de’ Goti.
Papst Pius V. kreierte Aldobrandini am 17. Mai 1570 zum Kardinalpriester, der Kardinalshut und die Titelkirche Sant’Eufemia wurden ihm am 9. Juni 1570 verliehen. Am 20. November 1570 wechselte er zur Titelkirche San Simeone Profeta. Am 14. Dezember 1572 wurde er als Nachfolger von Karl Borromäus Kardinalgroßpönitentiar der römischen Kurie, dieses Amt hatte er bis zu seinem Tode inne.
Giovanni Aldobrandini starb 1573 in Rom und wurde in der „Aldobrandini-Kapelle“ der Kirche Santa Maria sopra Minerva beigesetzt.

## Familienbeziehungen
Papst Clemens VIII. war sein Bruder, zudem war er verwandt mit den Kardinälen Pietro Aldobrandini (1593), Cinzio Passeri Aldobrandini (1593), Silvestro Aldobrandini (1603) und Ippolito Aldobrandini der Jüngere (1621).